# فريندز حتى النهاية (كتاب)
فريندز... حتى النهاية:الواحد مع كل السنوات العشر (بالإنجليزية: Friends ... 'Til the End: The One with All Ten Years)‏ هو الكتاب المصاحب الرسمي لمسلسل فريندز، والذي يعتبر أحد أنجح المسلسلات الكوميدية في العالم. يتضمن مقابلات حصرية مع أعضاء فريق التمثيل الستة الرئيسيين، والقصة الكاملة لجميع المواسم العشرة وقسم خاص عن الحلقة الأخيرة في المسلسل. كتبه الكاتب الأمريكي ديفيد وايلد ونشرته دار النشر «هيدلاين بوك بابليشنغ» في مايو 2004.